# Nitrofenol

A p-nitrofenol szerkezete

A nitrofenolok HOC6H5−x(NO2)x képletű aromás szerves vegyületek, konjugált bázisaikat nitrofenolátoknak nevezik. Magánál a fenolnál erősebben savas vegyületek.

## Mono-nitrofenolok
Képletük HOC6H4NO2, három izomerjük létezik: 
- o-nitrofenol (2-nitrofenol; benne az OH és NO2 csoportok szomszédos helyzetűek; CAS-szám: 88-75-5), sárga színű, kristályos szilárd anyag (o.p. 46 °C).
- m-nitrofenol (3-nitrofenol, CAS-szám: 554-84-7), sárga színű, szilárd anyag (o.p. 97 °C), a mezalazin nevű gyógyszer (5-aminoszalicilsav) előállításához használt vegyület.
- p-nitrofenol (4-nitrofenol, CAS-szám: 100-02-7), sárga kristályok (o.p. 114 °C). A rizs növényvédelmében használt fluorodifen herbicid és a paration nevű peszticid gyártásának prekurzora.

Az iparban a mononitrofenolokat gyakran hidrogénezéssel a megfelelő aminofenol előállítására használják fel, melyek szintén fontos vegyipari alapanyagok.

## Di- és trinitrofenolok

2,4-dinitrofenol

A 2,4-dinitrofenol (o.p. 83 °C) közepesen erős sav (pKa = 4,89). A 2,4,6-trinitrofenol, más néven pikrinsav jól ismert vegyület.

## Toxicitásuk
Mérgező vegyületek.

## Fordítás
Ez a szócikk részben vagy egészben  a   Nitrophenol című angol Wikipédia-szócikk ezen változatának fordításán alapul.  Az eredeti cikk szerkesztőit annak laptörténete sorolja fel. Ez a jelzés csupán a megfogalmazás eredetét és a szerzői jogokat jelzi, nem szolgál a cikkben szereplő információk forrásmegjelöléseként.